# NGC 3929
NGC 3929 في الفهرس العام الجديد، هي مجرة، تقع في كوكبة الأسد. اكتشفت في 4 ديسمبر 1861 بواسطة هاينريش لويس دريست.

## روابط خارجية
- NGC 3929 على موقع ويكي سكاي: DSS2, SDSS, GALEX, IRAS, Hydrogen α, X-Ray, Astrophoto, Sky Map, Articles and images